# N634 (België)
De N634 is een gewestweg in de Belgische provincie Luik. De weg verbindt de N626 in Manderfeld met de B265 aan de andere kant van de Duitse grens. De weg heeft een lengte van ongeveer 9 kilometer.

## Plaatsen langs de N634
- Manderfeld
- Berferath
- Hüllscheid